# Наний, Фома Петрович
Фома Петрович Наний (1769—1853) — российский командир эпохи наполеоновских войн, генерал-майор Русской императорской армии.

## Биография
Фома Наний родился в 1769 году; происходил из римских купцов католического вероисповедания, принявших российское подданство.
1 января 1788 года поступил на военную службу в Военного Ордена 13-й драгунский полк в качестве кадета и с этим полком принял участие в Русско-турецкой войне 1787—1791 гг. 31 августа 1789 года Наний был назначен младшим адъютантом к генерал-поручику Н. И. Ладыженскому.
5 мая 1791 года Наний получил назначение в Северский карабинерный полк подпоручиком.
В 1797 году он принял присягу на верность Российской империи.
В ходе войны второй коалиции принял участие в Швейцарском походе Суворова.
Сражался в Русско-турецкой войне 1806—1812 гг. и его храбрость была отмечена командованием 23 апреля 1809 года — назначением командиром Стародубовского драгунского полка, а 12 декабря того же года погонами полковника.
13 июля 1810 года за отличие при взятии Базарджика удостоен ордена Святого Георгия 4-го класса 
в воздаяние отличного мужества и храбрости, оказанных против турок 22 мая при штурме города Базарджика, где, ударив на неприятельские толпы, поражал оные повсюду, отбил несколько знамён, вырвав оные из рук Сераскирских наездников и тем прославил имя Стародубовского драгунского полка.
23 августа 1810 года награждён орденом Святого Владимира 3-й степени за доблесть, проявленную в кавалерийской атаке под Шумлой.
В начале вторжения наполеоновских армий в Россию Стародубовский полк находился в составе 15-й бригады 5-й кавалерийской дивизии, входящей в кавалерийский корпус генерала Карла Осиповича Ламберта 3-й Резервной Обсервационной (позднее 3-й Западной) армии. С ним Наний принял участие в ряде ключевых сражений отечественной войны 1812 года, а в баталии близ Городечно был серьёзно ранен в левое плечо. От Березины до Немана преследовал отступающего неприятеля за пределы Империи.
Принял участие в заграничном походе русской армии 1813 года, в ходе которого Наний сражался под городом Дрезденом и в Битве народов. Его храбрость 15 сентября того же года была отмечена погонами генерал-майора.
В 1814 году в ходе войны шестой коалиции воевал с французами в бою при Бриенн-ле-Шато, баталии близ Арси-сюр-Обе и брал Париж.
22 октября 1817 года Наний по состоянию здоровья получил почётную отставку; последние годы жизни проживал в городе Киеве.
Фома Петрович Наний умер в 1853 году.